# 화혼양재
화혼양재(일본어: 和魂洋才 와콘요사이[*], 영어: Wakon Yōsai, Japanese spirit and Western knowledge, fusion of Japanese spirit and Western skills)에서 '화혼'이란 일본의 전통적 정신을, '양재'란 서양의 기술을 말한다. 일본의 자국 것이 魂(혼)이고 서양 것을 才(재)로 삼는다. 근대화 시기 일본의 구호이다.

## 에도 막부 말기
서양 열강과 긴장 관계가 고조되던 막부 말기에는 진보적인 사무라이들 사이에서 기존의 화한(和漢: 일본과 중국) 대신에 화양(和洋: 일본과 서양)의 대립을 축으로 하여 일본의 주체성을 모색하는 것이 새로운 과제로 부각되었다.
화혼양재(和魂洋才)라는 표현에서 볼 수 있는 것처럼 기술과 정신의 영역을 구분함으로써
정신성에서 일본의 주체성과 우월성을 찾아내려 하였고, 그 결과 양이론(攘夷論)이라는 극단적인 주장마저 생겨나기 이르렀다.

## 메이지 시대
메이지 이후에는 화혼(和魂)과 양재(洋才)가 별개로 진행되다가 중앙집권 체제하에서 추친된 근대화의 주체로서의 국민 의식에 합체되었다고 할 수 있는데,
이 역사적이고 국민적인 과제라고도 할 수 있는 양자의 관계에 대해서는 오히려 불문에 부쳐왔다.

## 같이 보기
- 화혼한재(ja:和魂漢才)
- 동도서기
- 양무운동